# Limón FC
Limón Fútbol Club – nieistniejący już kostarykański klub piłkarski z siedzibą w mieście Limón, stolicy prowincji Limón. Funkcjonował w latach 2009–2022. Domowe mecze rozgrywał na obiekcie Estadio Juan Gobán.

## Historia
Klub został założony w czerwcu 2009 na licencji lokalnego zespołu AD Limonense, zmagającego się z problemami finansowymi. Właścicielem klubu został przedsiębiorca Carlos Howden Pascal, który przekształcił go w spółkę akcyjną, poprawił jego sytuację finansową i zmienił nazwę na Limón FC. Zespół przystąpił do rozgrywek drugiej ligi kostarykańskiej i już w 2010 roku awansował do najwyższej klasy rozgrywkowej, pokonując w finałowym dwumeczu drugiej ligi Barrio México (3:0, 2:1).
W 2011 roku właściciel klubu Carlos Howden Pascal został zatrzymany przez kostarykańską prokuraturę pod zarzutem prania pieniędzy i choć został później uniewinniony, to spędził osiemnaście miesięcy w więzieniu, zaś jego konta bankowe zostały zamrożone, co znacząco utrudniło finansowe funkcjonowanie zespołu. W kolejnych latach klub Limón mierzył się z problemami finansowymi i zaległościami płacowymi wobec piłkarzy. W 2018 roku administrowanie klubem przejął były piłkarz Andy Herron, trzy miesiące później Howden Pascal przekazał zarządzanie klubem kolumbijskiemu przedsiębiorcy Dennisowi Viverosowi, a następnie jego rodakowi Jorge Castillo. Latem 2019 Howden Pascal ponownie przejął kontrolę nad klubem, by w październiku tego samego roku sprzedać go meksykańskiej firmie DBC Stars. Kilka miesięcy później klub ponownie przejął Howden Pascal.
W 2020 roku administrowanie zarządzanie klubem przejął Celso Gamboa. W 2021 roku Limón po jedenastu latach spadł do drugiej ligi kostarykańskiej. W sierpniu tego samego roku Gamboa przedłożył właścicielowi Carlosowi Howdenowi Pascalowi rezygnację ze stanowiska prezesa. Ze względu na zadłużenie klubowi nie pozwolono przystąpić do rozgrywek drugoligowych. W lutym 2022 Kostarykański Związek Piłki Nożnej zdegradował klub do trzeciej ligi, a bezpośrednio po tym ze względu na problemy finansowe klub został rozwiązany.